# Spjotøyna
Spjotøyna, Spjötöy ou Spjotøyni est une île dans le landskap Sunnhordland du comté de Vestland. Elle appartient administrativement à Lindås.

## Géographie
Rocheuse et couverte d'arbres, elle s'étend sur environ 2,095 km de longueur pour une largeur approximative de 651 m. 